# Associação Monserratense de Futebol
A Associação Monserratense de Futebol (em inglês: Montserrat Football Association, ou MFA) é o orgão dirigente do futebol em Montserrat. Ela é a responsável pela organização dos campeonatos disputados no país, bem como da Seleção Nacional, além da liga Montserrat Championship.

### Seleção:
A Associação Monserratense de Futebol dirige a seleção de Montserrat, que disputa a Liga das Nações da CONCACAF e as Eliminatorias para a Copa do Mundo.